# Эрдоган, Билал
Неджмеддин Билал Эрдоган (тур. Necmeddin Bilal Erdoğan; род. 23 апреля 1981, Стамбул) — турецкий бизнесмен, сын президента Турции Реджепа Эрдогана.

## Биография
Родился 23 апреля 1981 года в Стамбуле. Отец Билала — президент Турции Реджеп Эрдоган. У Билала Эрдогана трое братьев и сестёр, Ахмет Бурак, Сюмейе и Эсра. Окончил школу в 1999 году. Затем продолжил обучение в США. Окончил Индианский университет в Блумингтоне со степенью бакалавра в области политологии и экономики. В 2004 году получил степень магистра в школе Кеннеди при Гарвардском университете.
После окончания обучения работал во Всемирном банке. Затем вернулся в Турцию и занялся бизнесом. Билал Эрдоган — один из трёх совладельцев транспортной компании «BMZ Group Denizcilik ve İnşaat Sanayi Anonim Şirket». Также он входит в совет правления фонда «Türkiye Gençlik ve Eğitime Hizmet Vakfı».
В 2013 году Билал Эрдоган привлекался к суду в рамках расследования коррупционного скандала, потрясшего правительство Турции.
По сообщению издания «Today's Zaman», в октябре 2015 года, после того, как партия его отца по результатам парламентских выборов потеряла большинство в парламенте, Билал Эрдоган вместе с семьёй переехал в Болонью. Он заявил, что уехал в Болонью, чтобы получить степень доктора философии в болонском отделении Университета Джонса Хопкинса.
В феврале 2016 года в Болонье против Билала Эрдогана было возбуждено дело по подозрению в отмывании денег.
Президент Всемирной конфедерации этноспорта.

## Личная жизнь
В 2003 году женился на Рейван Узунер, у них двое сыновей.